# Баддекенштедт
Баддекенштедт (нім. Baddeckenstedt) — громада в Німеччині, розташована в землі Нижня Саксонія. Входить до складу району Вольфенбюттель. Центр об'єднання громад Баддекенштедт.
Площа — 20,47 км2. Населення становить 3138 ос. (станом на 31 грудня 2021).

## Галерея

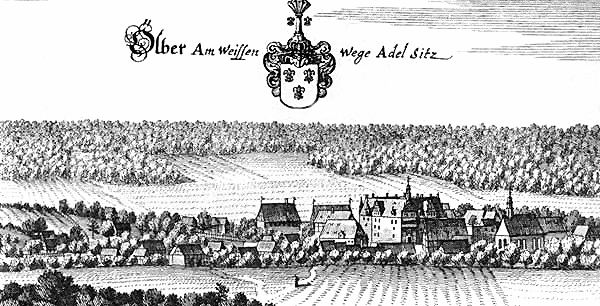
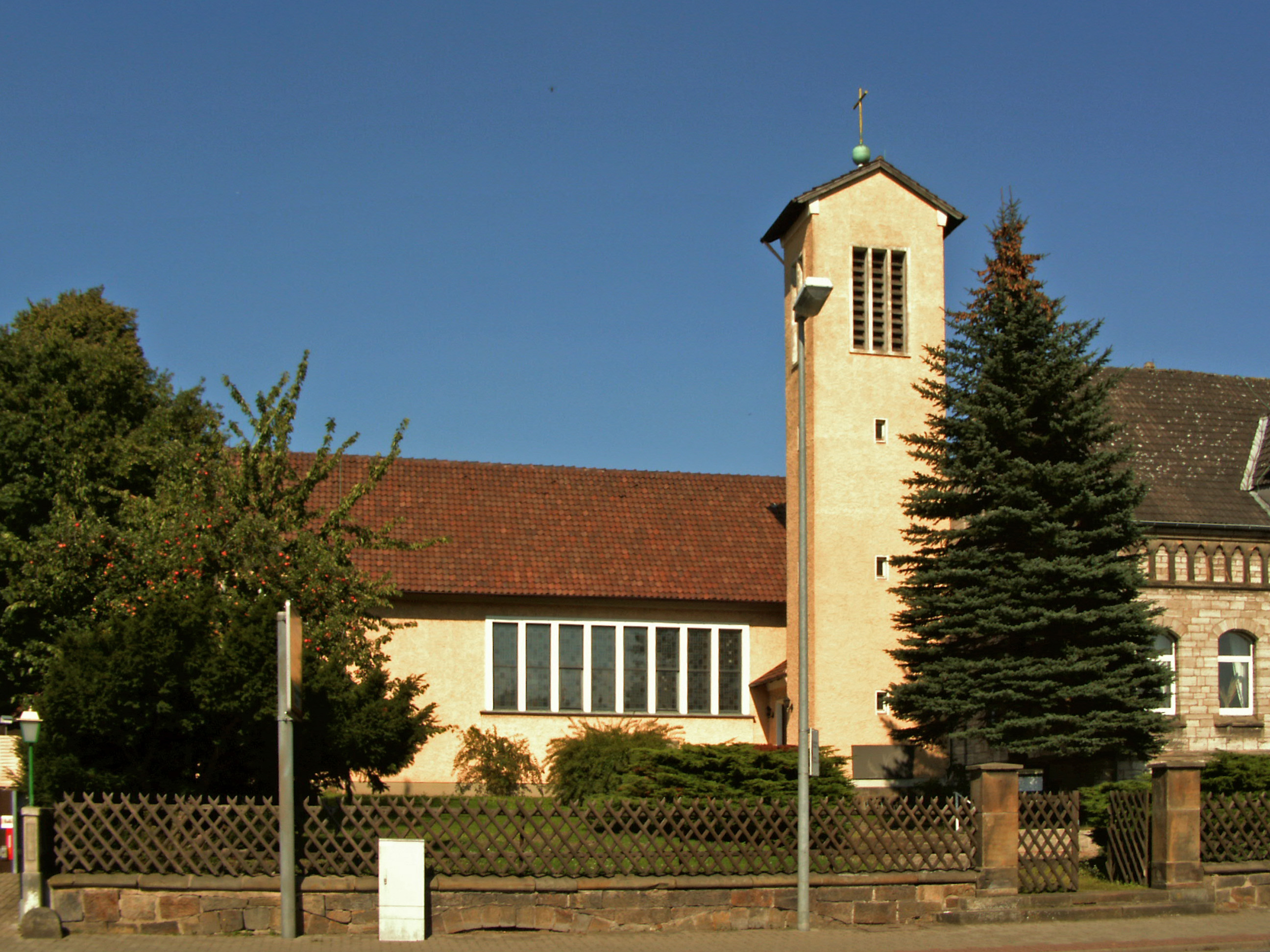
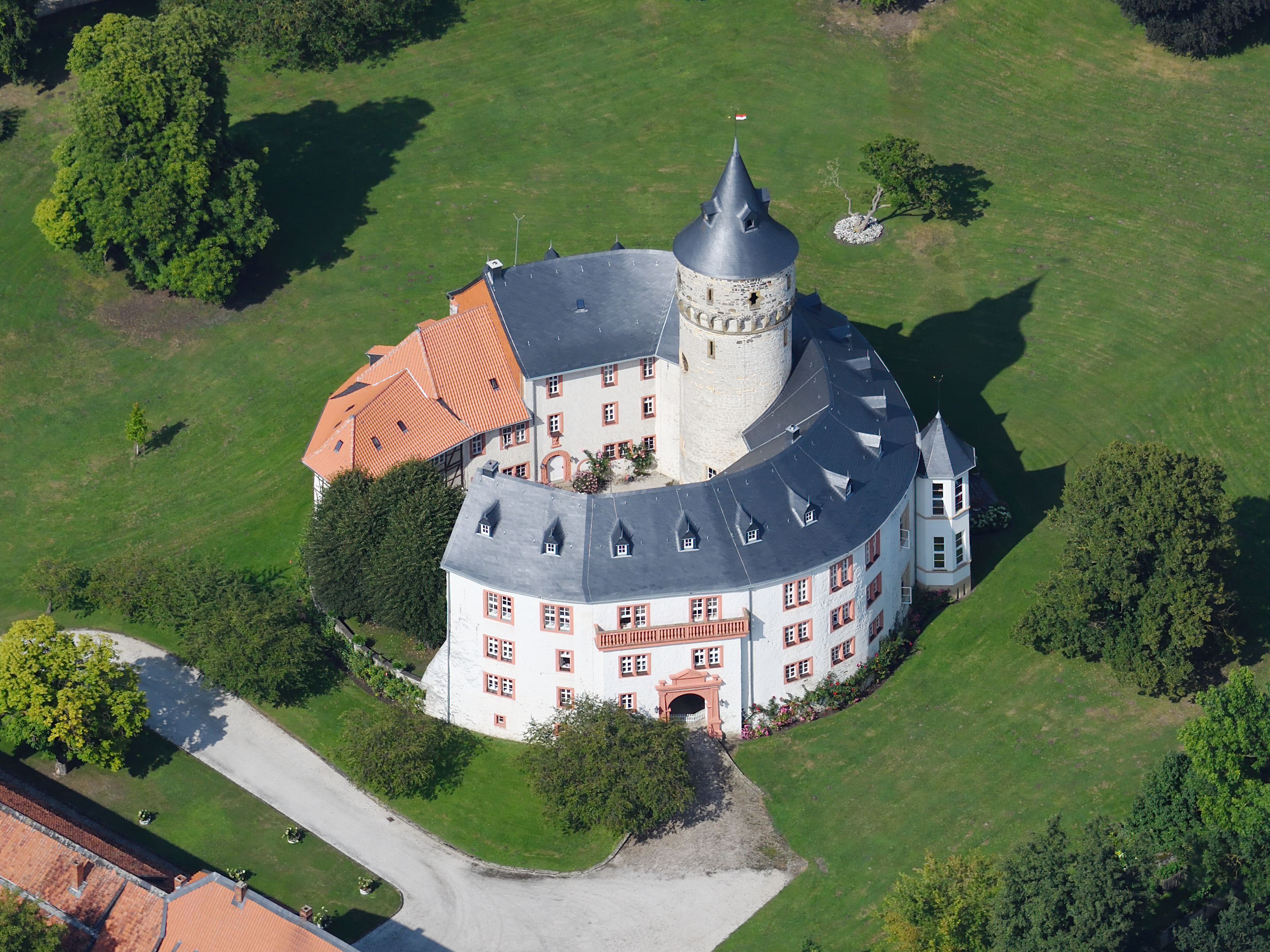